# 박동완
박동완(朴東完, 1885년 12월 27일 ~ 1941년 2월 23일)은 대한제국의 감리교 목사이며 독립운동가이다. 아호는 근곡(槿谷)이다.

## 생애
경기도 양평 양서면 도곡리 향리의 비교적 여유 있는 집안에서 아버지 박형순 선생의 막내아들로 출생하여 지난날 한때 경기도 포천 신읍리(일명 호병굴)에서 잠시 유아기를 보낸 적이 있는 그는 근대 교육의 혜택을 받으며 자랐다. 그의 부친 박형순은 통훈감목관을 역임하였다. 다섯 살 때까지 한문을 배우다가 소학교에 입학하였고, 그 뒤 한성중학교를 거쳐 한성외국어학교에서 영어를 전공하다가 1911년 학교가 폐쇄되자 배재학당 대학부에 전입했다. 배재학당 재학 중 개신교에 입문했다. 정동제일교회의 감리교 전도사로 일하면서 감리교와 장로교가 함께 설립한 기독교신보사 서기 및 《기독신보》(1915년 12월 7일 창간) 편집위원으로 근무했다. 그 무렵 조선중앙YMCA 위원 등으로 활동했다.
1919년 2월 하순 박희도의 권유로 3·1 운동에 참여하게 되었으며, 2월 27일에 열린 기독교계 대표자회의에서 민족대표 33인의 한 사람으로 선정되었다. 3·1 운동에는 자신이 전도사로 일했던 정동제일교회의 목사 이필주와 함께 민족대표 33인으로 참가했다. 이 사건으로 체포되어 보안법 및 출판법 위반 징역 2년형을 선고 받아 복역했다. 그의 나이는 당시 35세로, 박희도, 이갑성, 김창준과 함께 청년 대표격이었다.
출소 후에는 신간회의 간사를 맡아 활동했고, 《기독신보》 주필, 《신생명》 주간으로 언론 사업에 주로 종사했다. 1925년 4월 《신생명》이 폐간되자 흥업구락부 조직에 참여하였다. 그 뒤 정치적인 방면에서 활동하다가 1927년 1월 이상재, 안재홍과 함께 신간회 발기인으로 참여하여 본부 상임 간사를 맡았다.
1927년 12월 9일 중국 동삼성에서 거주하는 한인이 중국 관헌으로부터 귀화를 강요 받고 박해를 받자 재만동포옹호동맹을 결성에 참여하고, 중앙상무집행위원에 임명되었다. 그 뒤 1928년 1월 봉천성과 길림성 일대를 돌며 재만 동포의 상황을 살폈다.
1928년 중반 하와이로 파견되어 현지의 오아후섬에서 목사로 12년간 재직하면서 《한인기독교보》를 창간하는 등 목회 활동을 하면서 교회 부설 한글학교를 확장하여 한국의 역사와 문화까지 가르쳤다.
1941년 초에 큰 병에 걸렸으며, 2월 23일에 세상을 떠났다. 향년 57세였다.

## 사후
- 사망한 다음 달에 시신이 한국으로 돌아왔으며, 함태영 목사의 집례로 망우리 공동묘지에 안장되었다.
- 대한민국 정부는 그의 공헌을 기려 1962년 건국훈장 대통령장을 추서하였다.
- 1966년 현재의 국립서울현충원 애국지사 묘역으로 이장하였다.

## 일화
3·1 운동 이후 일본과 같은 시간을 쓰지 않기 위해 시계를 30분씩 늦춰놓고 사용할 정도로 반일 의식이 강했다는 일화가 있다.

## 같이 보기
- 독립유공자로 대통령장을 수여받은 사람

## 참고 자료
- 박동완 : 독립유공자 공훈록 - 국가보훈처
- 박동완 - 두산세계대백과사전
- 기독교대한감리회, 한국감리교인물사전 - 박동완[깨진 링크(과거 내용 찾기)]
- “[이달의 독립운동가 >>> 박동완 선생] 기독교계 3·1운동 민족대표”. 나라사랑. 2008년 12월 1일. 10면 상단면.